# Borzytuchom (przystanek kolejowy)
Borzytuchom – nieczynny przystanek osobowy w Borzytuchomiu, w powiecie bytowskim, w województwie pomorskim, w Polsce.